# Campeonato Mundial de Biatlón de 2025
El LVIII Campeonato Mundial de Biatlón se celebró en la localidad alpina de Lenzerheide (Suiza) entre el 12 y el 23 de febrero de 2025 bajo la organización de la Unión Internacional de Biatlón (IBU) y la Federación Suiza de Biatlón.
Las competiciones se disputaron en la Arena de Biatlón de Lenzerheide.

## Resultados

### Masculino
| Evento                        | Oro                                                                                        | Plata                                                                             | Bronce                                                                                     |
| ----------------------------- | ------------------------------------------------------------------------------------------ | --------------------------------------------------------------------------------- | ------------------------------------------------------------------------------------------ |
| 10 km velocidad (15.02)       | Johannes Thingnes Bø · Noruega · 21:56,8                                                   | Campbell Wright Estados Unidos 22:24,5                                            | Quentin Fillon Maillet Francia 22:33,8                                                     |
| 20 km individual (19.02)      | Éric Perrot Francia 47:58,1                                                                | Tommaso Giacomel · Italia · 48:50,5                                               | Quentin Fillon Maillet Francia 49:57,6                                                     |
| 12,5 km persecución (16.02)   | Johannes Thingnes Bø · Noruega · 32:26,9                                                   | Campbell Wright Estados Unidos 32:35,5                                            | Éric Perrot Francia 32:47,7                                                                |
| 15 km salida en grupo (23.02) | Endre Strømsheim · Noruega · 38:22,6                                                       | Sturla Lægreid · Noruega · 38:                                                    | Johannes Thingnes Bø · Noruega · 38:                                                       |
| Relevos 4 × 7,5 km (22.02)    | Noruega · Endre Strømsheim · Tarjei Bø · Sturla Lægreid · Johannes Thingnes Bø · 1:18:18,1 | Francia Émilien Claude Fabien Claude Éric Perrot Quentin Fillon Maillet 1:19:00,0 | Alemania · Philipp Nawrath · Danilo Riethmüller · Johannes Kühn · Philipp Horn · 1:19:54,0 |

### Femenino
| Evento                          | Oro                                                                                  | Plata                                                                                                | Bronce                                                                             |
| ------------------------------- | ------------------------------------------------------------------------------------ | --- | ---------------------------------------------------------------------------------- |
| 7,5 km velocidad (14.02)        | Justine Braisaz-Bouchet Francia 22:08,7                                              | Franziska Preuß · Alemania · 22:18,5                                                                 | Suvi Minkkinen · Finlandia · 22:18,7                                               |
| 15 km individual (18.02)        | Julia Simon Francia 41:27,7                                                          | Ella Halvarsson · Suecia · 42:05,5                                                                   | Lou Jeanmonnot Francia 42:06,9                                                     |
| 10 km persecución (16.02)       | Franziska Preuß · Alemania · 26:58,9                                                 | Elvira Öberg · Suecia · 27:38,0                                                                      | Justine Braisaz-Bouchet Francia 27:39,8                                            |
| 12,5 km salida en grupo (23.02) | Elvira Öberg · Suecia · 40:32,3                                                      | Océane Michelon Francia 40:41,7                                                                      | Maren Kirkeeide · Noruega · 40:48,8                                                |
| Relevos 4 × 6 km (22.02)        | Francia Lou Jeanmonnot Océane Michelon Justine Braisaz-Bouchet Julia Simon 1:07:26,5 | Noruega · Karoline Knotten · Ingrid Tandrevold · Ragnhild Femsteinevik · Maren Kirkeeide · 1:08:30,7 | Suecia · Anna Magnusson · Ella Halvarsson · Hanna Öberg · Elvira Öberg · 1:09:11,0 |

### Mixto
| Evento                    | Oro                                                                        | Plata                                                                                                 | Bronce                                                                                     |
| ------------------------- | -------------------------------------------------------------------------- | --- | ------------------------------------------------------------------------------------------ |
| Relevos 4 × 6 km (12.02)  | Francia Julia Simon Lou Jeanmonnot Éric Perrot Émilien Jacquelin 1:04:41,5 | República Checa · Jessica Jislová · Tereza Voborníková · Vítězslav Hornig · Michal Krčmář · 1:05:55,3 | Alemania · Selina Grotian · Franziska Preuß · Philipp Nawrath · Justus Strelow · 1:05:59,9 |
| Relevo individual (20.02) | Francia Julia Simon Quentin Fillon Maillet 35:25,1                         | Noruega · Ragnhild Femsteinevik · Johannes Thingnes Bø · 35:30,8                                      | Alemania · Franziska Preuß · Justus Strelow · 35:33,4                                      |

## Medallero
| Núm. | País            | Oro | Plata | Bronce | Total |
| ---- | --------------- | --- | ----- | ------ | ----- |
| 1    | Francia         | 6   | 2     | 5      | 13    |
| 2    | Noruega         | 4   | 3     | 2      | 9     |
| 3    | Suecia          | 1   | 2     | 1      | 4     |
| 4    | Alemania        | 1   | 1     | 3      | 5     |
| 5    | Estados Unidos  | 0   | 2     | 0      | 2     |
| 6    | Italia          | 0   | 1     | 0      | 1     |
| 6    | República Checa | 0   | 1     | 0      | 1     |
| 8    | Finlandia       | 0   | 0     | 1      | 1     |
|      | TOTAL           | 12  | 12    | 12     | 36    |